# Muhu
Muhu és la tercera illa més gran en superfície de totes les que pertanyen a Estònia. L'illa es troba localitzada a la part nord del golf de Riga, separant el golf del mar Bàltic, entre l'illa de Saaremaa i l'Estònia continental. Administrativament, Muhu constitueix un  municipi propi, que pertany al comtat de Saare. L'illa ocupa una superfície de 207 ,9 km² i alberga una població de 1.603 habitants segons cens de 2025.